# ترپیریدین
ترپیریدین (به انگلیسی: Terpyridine) یک ترکیب شیمیایی با شناسه پاب‌کم ۷۰۸۴۸ است. شکل ظاهری این ترکیب، جامد بی‌رنگ است.